# Strangalia sallaei
Strangalia sallaei är en skalbaggsart som först beskrevs av Bates 1885.  Strangalia sallaei ingår i släktet Strangalia och familjen långhorningar. Inga underarter finns listade i Catalogue of Life.